# Złotowo (powiat chojnicki)
Złotowo (kaszub. Złotowò) – wieś borowiacka w Polsce, położona w województwie pomorskim, w powiecie chojnickim, w gminie Czersk, przy granicy z Tucholskim Parkiem Krajobrazowym.
W latach 1975–1998 miejscowość należała administracyjnie do województwa bydgoskiego.
W obszar wsi wchodzą:
| Integralne części miejscowości: Złotowo | Integralne części miejscowości: Złotowo | Integralne części miejscowości: Złotowo |
| Identyfikator SIMC                      | Nazwa miejscowości                      | Rodzaj miejscowości                     |
| --------------------------------------- | --------------------------------------- | --------------------------------------- |
| 0083530                                 | Pod Łąg                                 | część wsi                               |
| 0083546                                 | Pod Łubnę                               | część wsi                               |
| 0083552                                 | Pod Łukowo                              | część wsi                               |
| 0083569                                 | Pod Malachin                            | część wsi                               |
| 0083575                                 | Pod Strugę                              | część wsi                               |
| 0083581                                 | Pod Tucholę                             | część wsi                               |

Wieś stanowi sołectwo gminy Czersk.
Charakterystyka sołectwo Złotowo:
położone  na obrzeżach miasta Czerska;
miejscowości należące do sołectwa: Złotowo, Łukowo, Leśnictwo Czersk;
powierzchnia sołectwa wynosi 1248 ha;
liczba ludności: 921 (stan na 12 marca 2019 r.)

## Religia
- Sala Królestwa Świadków Jehowy (zbór Czersk)[4]